# Курбатов, Аполлон Аполлонович
Аполло́н Аполло́нович Курба́тов (22 июля 1851, Верхнеудинск — 9 июня 1903, Санкт-Петербург) — русский инженер-технолог.

## Биография
Учился в Московской коммерческой академии. В 1871 году окончил Санкт-Петербургский технологический институт и остался при нём сверхштатным лаборантом. Научным руководителем Курбатова был профессор Б. Т. Вылежинский. 
С 1874 по 1884 год — постоянный сотрудник Ф. Ф. Бейльштейна в его работах по исследованию продуктов замещения бензола, по окислению нафталина и его производных и по исследованию кавказской нефти.
С 1880 года преподавал в Санкт-Петербургском технологическом институте аналитическую химию, в 1887 году стал адъюнкт-профессором, в 1893 году был назначен профессором на кафедре химической технологии, которую занимал до самой смерти. 
В 1897 году назначен «непременным членом» комитета по техническим делам при министерстве финансов и членом-экспертом особого присутствия по делам о применении тарифа при департаменте таможенных сборов.
Похоронен в Санкт-Петербурге на Смоленском православном кладбище.

## Работы
- «О ладане» («Журнал Русского физико-химического общества», 1871);
- «О получении этилового эфира этилсульфоновой кислоты»;
- «О сульфопропионовой кислоте» (ib., 1873);
- «Об ирном масле» (ib., 1874);
- «Об изомерных нитробромотолуолах и бромотолуидинах» (ib., 1870; совместно с Э. А. Вроблевским).